# Mario Roggow
Mario Roggow (* 9. September 1976 in El Paso) ist ein deutscher Moderator, Schauspieler, Stand-Up-Comedian und Coach. Er ist Gründer des Vereins Dein Festmahl e. V. und arbeitet in der norddeutschen Comedy- und Theaterszene, insbesondere als langjähriger Moderator des Comedy Club Bremen.

## Leben und Karriere
Mario Roggow stand bereits in seiner Kindheit auf der Bühne. Seine ersten Schritte machte er im Theater, bevor er sich zusätzlich als Moderator, Comedian und Coach etablierte. Seit 2008 moderiert er den Comedy Club Bremen und verantwortet auch die zugehörigen Tourformate außerhalb Bremens, etwa in Ritterhude, Bremerhaven, Bassum und Hoya.
Eine feste künstlerische Heimat fand Roggow im FRITZ Theater Bremen, wo er in zahlreichen Produktionen wie Die rote Mühle, Eine Diva zum Frühstück und Hotel Wahnsinn auftrat. Er war auch in der RTL-Sendung Ulrich Wetzel – Das Strafgericht (Folge 349, Hauptrolle in „Horrortrip Abijubiläum“) zu sehen.
2006 veröffentlichte er das Kochbuch What’s Cooking?.

## Soziales Engagement
Mario Roggow ist Gründer des Vereins Dein Festmahl e. V. und Initiator der gleichnamigen Charity-Veranstaltung in Bremen. Jährlich organisiert er gemeinsam mit Prominenten ein festliches Essen für rund 1.000 bedürftige Menschen. Die Veranstaltung findet breite mediale Beachtung in regionalen und überregionalen Medien wie Weser-Kurier, Kreiszeitung, RTL, Sat.1 oder Weserreport.

## Auszeichnungen
- 2019: Bremer Comedy Preis für das Lebenswerk rund um den Comedy Club Bremen (#ComedyClubLebenswerk)
- 2024: Einladung zum Bürgerfest des Bundespräsidenten[9]

## Kooperationen (Auswahl)
Im Rahmen seiner Bühnen- und Charityprojekte arbeitete Roggow u. a. mit folgenden Persönlichkeiten zusammen: Luke Mockridge, Chris Tall, Sascha Grammel, Wolfgang Trepper, Ingo Appelt, Özcan Cosar, Abdelkarim, Tahnee, Herr Schröder, Markus Krebs, Jan Hofer, Stefan Mross, Claudia Effenberg, Semino Rossi, Mary Roos, Lotto King Karl, Peter Freudenthaler, Sandra Quadflieg